# Kinim (Talmud)

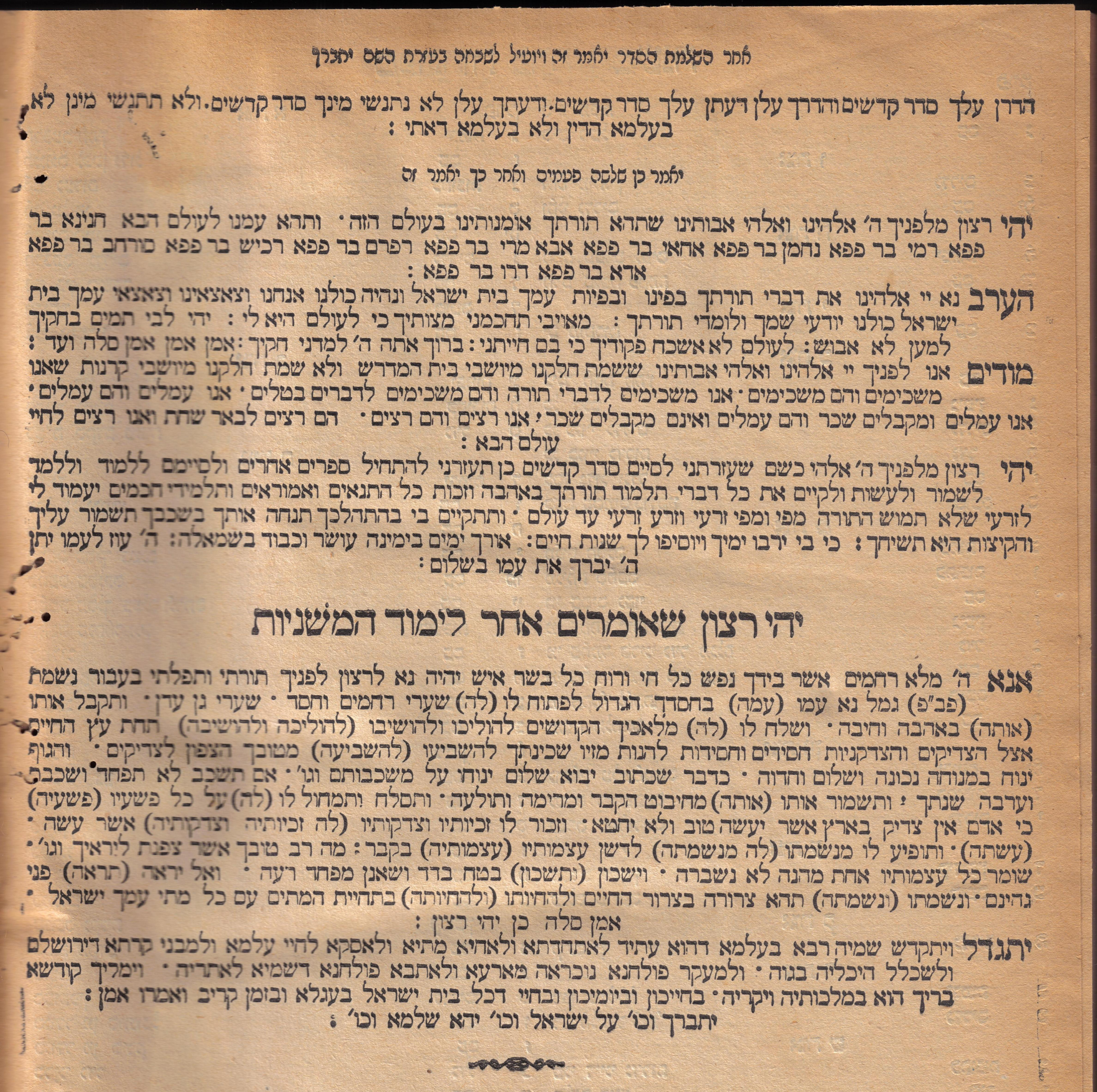
Texto final impreso en 1877 en Lviv (en ese momento, Lemberg).

Kinim es un tratado de la Mishná y del Talmud babilónico. La palabra "Kinim" significa "nidos", y se refiere a las aves que eran ofrecidas como sacrificio en el Templo de Jerusalén. El tratado se encuentra en el orden talmúdico de Kodashim, ya que este orden detalla las leyes relativas a un aspecto del servicio que tenía lugar en el Templo.
Este es el último tratado del orden talmúdico de Kodashim, debido a su brevedad (tiene 3 capítulos), y porque trata sobre una área muy rara e inusual de la ley judía. El tema del tratado es la ofrenda de aves que debe ser traída por ciertas personas (por ejemplo: los nazireos al completar sus votos, y las mujeres después de dar a luz). 
La ofrenda consistía en un par de pájaros, una ave era entregada como una ofrenda por el pecado, y la otra era entregada como una ofrenda por la paz. Una práctica común era comprar una jaula con dos pájaros para el sacrificio. El sacerdote cohen, entonces solía designar a una ave para ser sacrificada. Estas leyes son el tema principal del tratado de Kinim. El tratado consta de tres capítulos y no tiene Guemará, ni en el Talmud de Babilonia, ni en el Talmud de Jerusalén.